# Game Boy Pocket
Il Game Boy Pocket (ゲームボーイポケット?, Gēmu Bōi Poketto) è la versione rimodellata e leggermente migliorata dell'originale Game Boy, ma il design di quest'ultimo è stato sempre utilizzato come base di partenza per i futuri restyling (escluso quello del Game Boy Micro).
Posto in commercio nel 1996 da Nintendo, il Game Boy Pocket presentava una forma più piccola e sottile, diverse colorazioni (argentato, bianco, nero, rosso, verde, blu, giallo e trasparente), ed uno schermo effettivamente a toni di grigio e leggermente più grande, al contrario del Game Boy originale, dove la visualizzazione era prevalentemente monocromatica.
La porta link è più piccola rispetto a quella del vecchio Game Boy; ciò comporta l'utilizzo di un adattatore per collegare il Game Boy Pocket con la versione più vecchia. Questo tipo fu successivamente utilizzato nel Game Boy Light e nel Game Boy Color.
Il Game Boy Pocket utilizzava due pile ministilo, che consentivano un'autonomia di circa 10 ore.
La prima versione del Game Boy Pocket non aveva un indicatore per la carica delle batterie, ma fu successivamente aggiunto un led con la seconda versione della console, sotto la spinta degli amatori.
I giochi funzionavano normalmente sul Pocket, che quindi non fu una vera e propria nuova console, ma solo un rimodellamento del Game Boy originale con poche novità e migliorie.
Ci furono delle edizioni limitate del Game Boy Pocket, come il colore Metallic Ice Blue e Pink, ma furono solo esclusive per il suolo giapponese.
In Italia fu distribuito nel 1998 dalla Mattel e dal 2000 in poi dalla GiG Electronics. Vendette oltre 75 milioni di copie. Fu dismessa ad aprile 2004.

## Game Boy Light

Logo

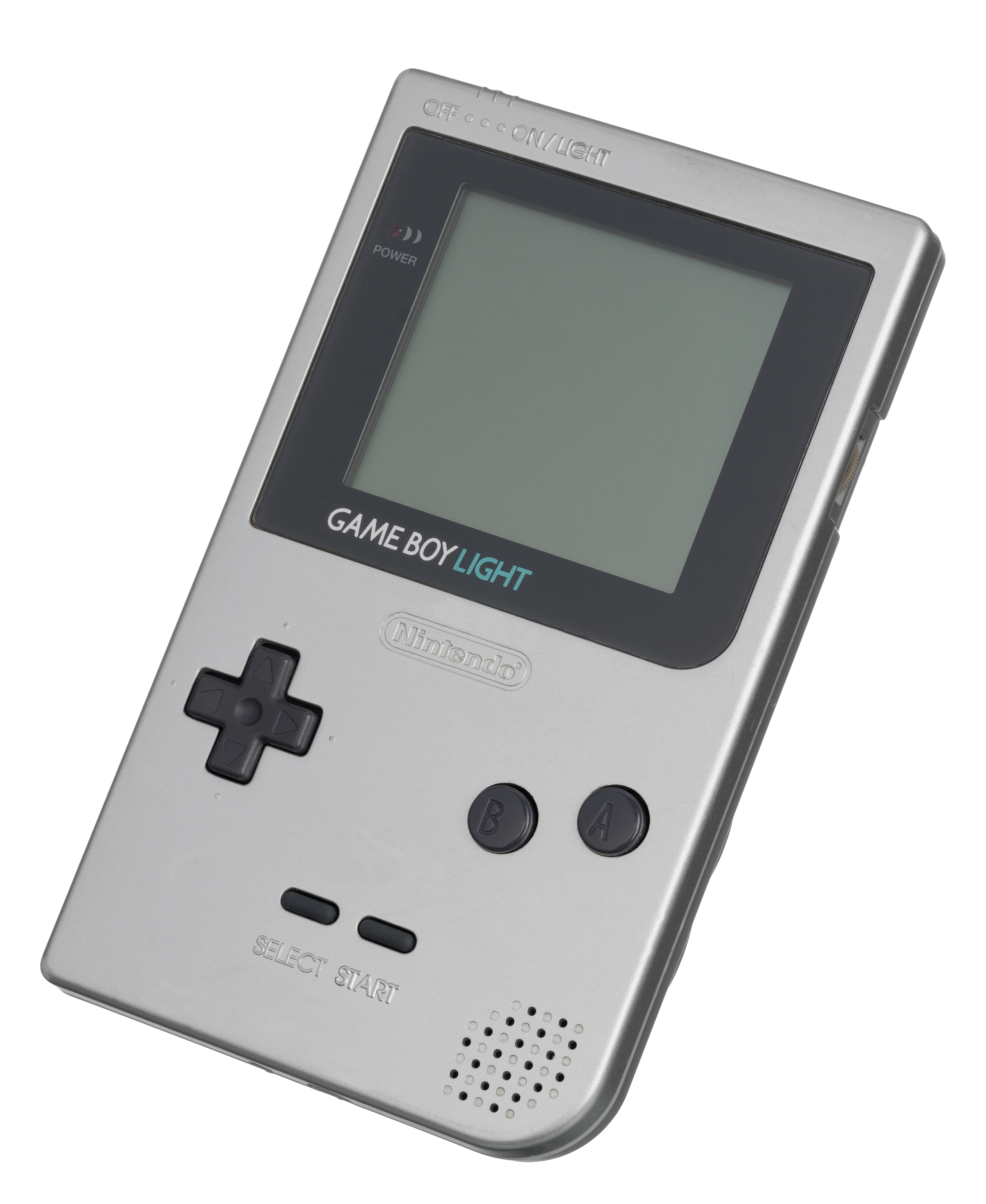
Game Boy Light

Il Game Boy Light è una versione simile al Game Boy Pocket, è leggermente più grande ed è dotato di uno schermo retroilluminato utile per l'utilizzo al buio della console.
Utilizza 2 batterie AA per circa 20 ore di gioco a luce spenta e 12 a luce accesa.
Fu venduto solo in Giappone poiché era stato distribuito pochi mesi prima dell'arrivo del Game Boy Color.